# Futva jöttem elibéd
A Futva jöttem elibéd egy egyházi ének. Dallama Szegedi Ferenc Lénárd Cantus Catholicijéből van, szövegét Czikéné Lovich Ilona írta.
Feldolgozás:
| Szerző       | Mire      | Mű                                             |
| ------------ | --------- | ---------------------------------------------- |
| Bárdos Lajos | Vegyeskar | Musica Sacra II/1 Atya, Fiú, Szentlélek címmel |

## Kotta és dallam
Futva jöttem elibéd szentélyedbe, Isten,

édes arcod örömét de kerestem.

Mint a szarvas hűs eret, csobogót,

úgy kívánlak, mérhetetlen égi jót.

## Felvételek
- Futva jöttem elibéd - Péntek esti mise. Bálint Tamás  YouTube. Gyömrő, Jézus Szíve Templom (2009. október 16.)  (Hozzáférés: 2017. február 9.) (videó)
- Futva jöttem 1 - Mise ének - H222. YouTube (Hozzáférés: 2017. február 9.) (audió) arch 2. rész.
- Futva jöttem elibéd. Rogács László  YouTube (2013. augusztus 30.)  (Hozzáférés: 2017. február 9.) (videó) zongorafeldolgozás